# Open Gaz de France 1993
Open Gaz de France 1993 — жіночий тенісний турнір, що проходив на закритих кортах з килимовим покриттям Zénith Hall у Парижі (Франція). Належав до турнірів 2-ї категорії в рамках Туру WTA 1993. Турнір відбувся вперше і тривав з 15 до 21 лютого 1993 року. Друга сіяна Мартіна Навратілова здобула титул в одиночному розряді й отримала 75 тис. доларів США.

## Фінали

### Одиночний розряд
Мартіна Навратілова —  Моніка Селеш 6–3, 4–6, 7–6(7–3)
- Для Навратілової це був 2-й титул в одиночному розряді за рік і 163-й — за кар'єру.

### Парний розряд
Яна Новотна /  Андреа Стрнадова —  Джо Дьюрі /  Катрін Сюїр 7–6, 6–2